# Bundás állaskagomba
A bundás állaskagomba (Hohenbuehelia mastrucata) a laskagombafélék családjába tartozó, Európában és Észak-Amerikában honos, korhadó fatörzseken élő gombafaj.

## Megjelenése
A bundás állaskagomba kalapja 2-4 cm átmérőjű, kagyló, félköríves vagy vese alakú, domború. A széle begöngyölt. Felülete vastag, kocsonyás tüskékkel díszített, inkább a széle felé; a kalap közepén már sima, vagy majdnem sima. Színe sötét barnásszürke vagy kékesszürke, halványuló szürkés; idősebb korban akár fehéres is lehet. Húsa kemény, gumiszerű, színe fehér. Szaga gyengén uborkára vagy lisztre emlékeztet, íze nem jellegzetes.
Lemezei viszonylag ritkásan állnak, sok köztük a féllemez. Színük fehér vagy halványszürke.
Spórapora fehér. Spórái oválisak, simák, méretük 7-9 × 4-5,5 μm.
Tönkje nincs.

### Hasonló fajok
Tüskés-bundás felszíne alapján jól elkülöníthető.

## Elterjedése és termőhelye
Európában és Észak-Amerikában honos. Magyarországon ritka, csak néhány helyről (Szekszárd környéke, Szentendrei-sziget, Tőserdő, Vértes) ismert.
Lombos fák korhadó törzsén él, többek között, főleg nyáron, juharon, néha tölgyön. Termőteste ősszel, télen vagy csapadékosabb tavaszokon jelenik meg. Egyedül vagy kisebb csoportokban, egymáson átfedve nő.
Nem ehető.

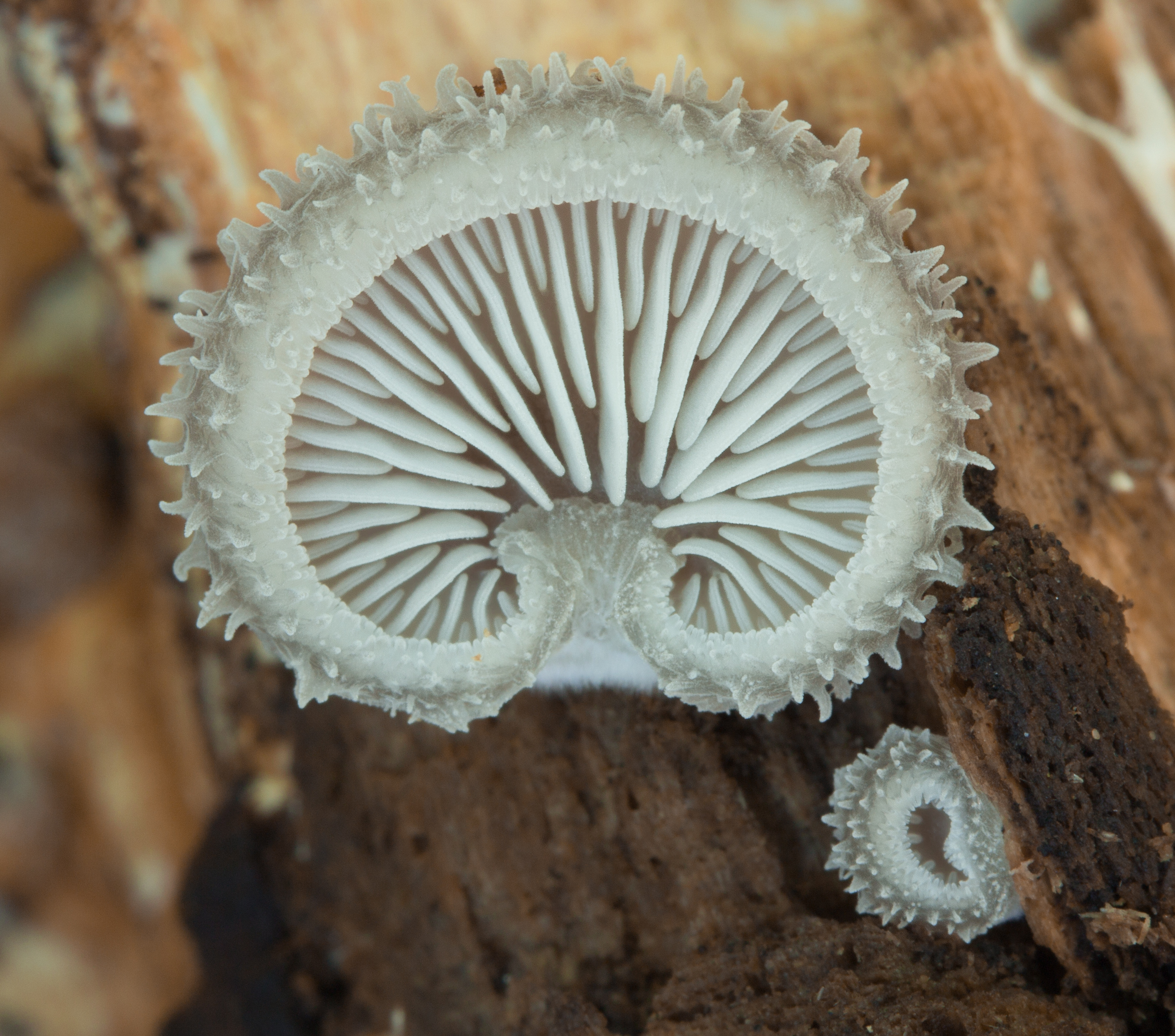
Bundás állaskagomba
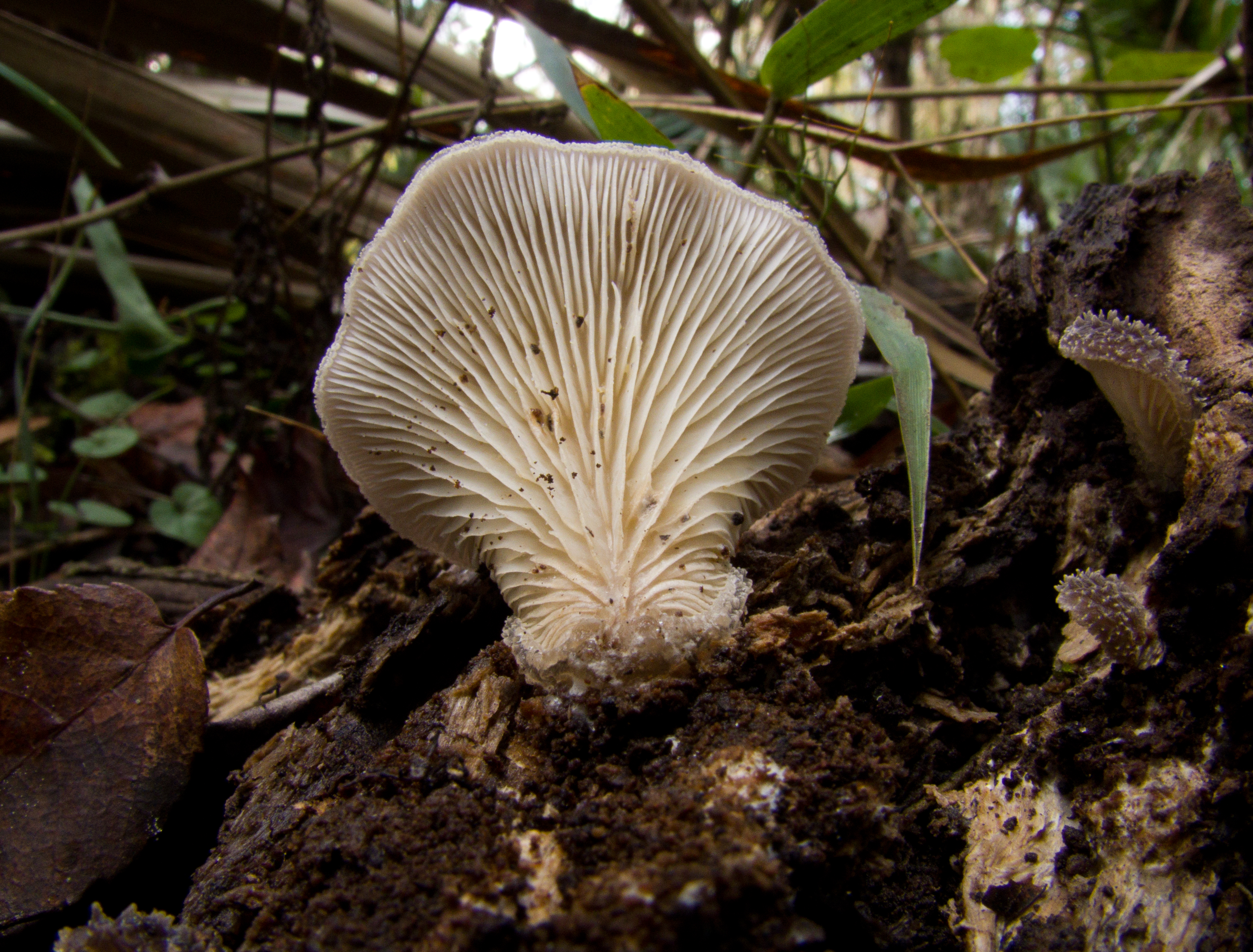
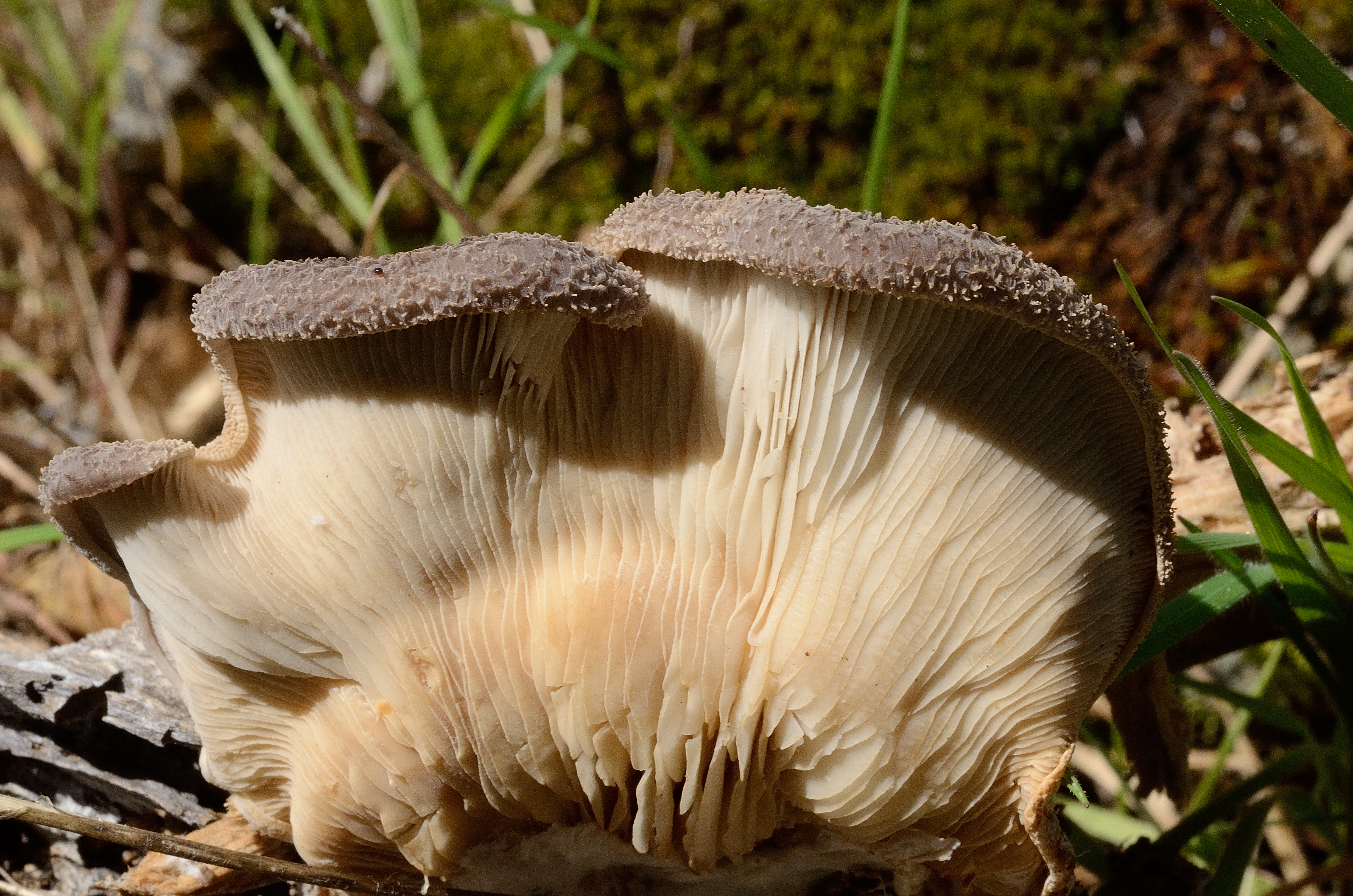
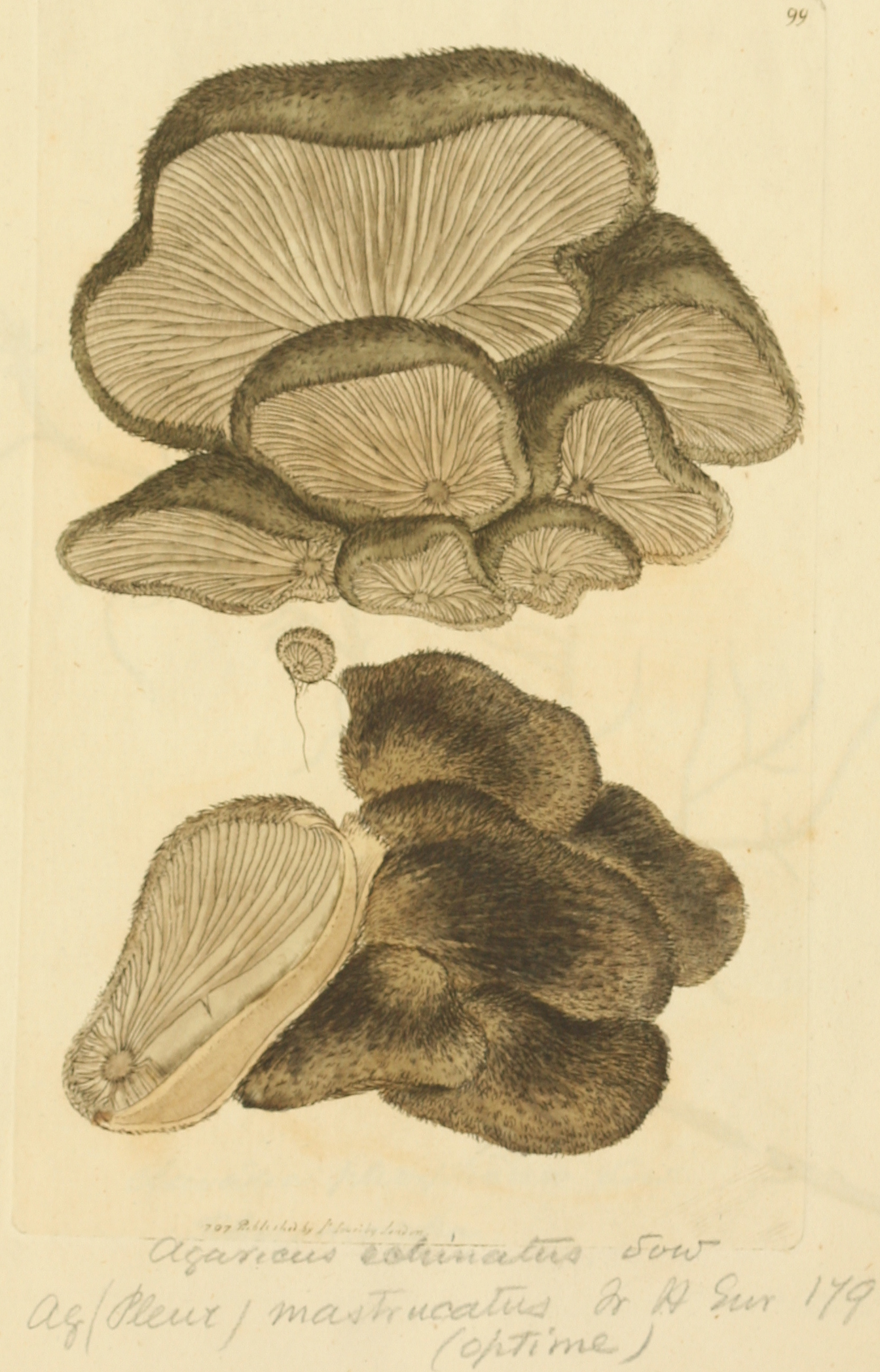
Ábrázolása egy angol gombakönyvben (1797–1809)